# Papa Grigore al XVI-lea
Papa Grigore al XVI-lea, născut Bartolomeo Alberto Mauro Cappellari, (n. 18 septembrie 1765, Belluno, Veneto, Italia – d. 1 iunie 1846, Roma, Statele Papale), a fost papă din 1831 până la 1846. 
Cappellari s-a născut la Belluno la 18 septembrie, 1765, și de la o vârstă fragedă a intrat în Ordinul Camaldulenz, unde a căpătat repede reputație pentru cunoștințele sale teologice și lingvistice. În anul 1799 a publicat Il Trionfo della Santa Sede e della Chiesa contro gli assalti dei novatori, o lucrare îndreptată împotriva janseniștilor italieni, care a fost editată de mai multe ori în Italia și tradusă în mai multe limbi. În 1800 a devenit membru al Academiei Religiei Catolice fondate de Papa Pius al VII-lea (1800–23), unde a contribuit cu mai multe memorii pe teme filozofice și teologice, iar în 1805 a devenit abate de San Gregorio pe colina Caelius.
Când Pius al VII-lea a părăsit Roma în 1809, Cappellari s-a retras la Murano, în apropiere de Veneția, și în 1814, împreună cu alți câțiva membri ai ordinului său, s-a mutat din nou, de data asta la Padova; dar la scurt timp după restaurația papei în 1814 a fost rechemat la Roma, unde a fost numit succesiv vicar general al camaldolenzilor, consilier al Congregației pentru Doctrina Credinței, prefect al Propagandei și examinator al episcopilor. În martie 1825 a fost făcut cardinal de papa Leon al XII-lea (1823–29), și la scut timp după aceea a fost însărcinat cu misiunea de a realiza un concordat privind interesele catolicilor din Belgia și ale protestanților din Olanda.

## Alegerea ca papă
La 2 februarie 1831 a fost ales pe neașteptate, după 64 de zile de conclav, ca succesor al papei Pius al VIII-lea (1829–30).
Grigore al XVI-lea a fost ultima persoană (până în prezent) care a fost ales papă fără să fie episcop.